# Интерлеукин 19
Интерлеукин-19 је цитокин који припада ИЛ-10 фамилији цитокина заједно са неколико других интерлеукина укључујући ИЛ-10, ИЛ-20, ИЛ-22, ИЛ-24, ИЛ-26, и неколико вирус-кодираних цитокина. Он сигнализира кроз исти ћелијски рецептор (ИЛ-20Р) који користе ИЛ-20 и ИЛ-24. ИЛ-19 ген је изражен у неактивираним моноцитима и Б ћелијама. Његово изражавање је повишено у моноцитима-након стимулације са гранулоцит-макрофага колонија-стимулишући фактор (ГМ-ЦСФ) или липополисахаридима.